# Università di Nanchino
L'Università di Nanchino (南京大學T, 南京大学S, Nánjīng DàxuéP), familiarmente nota come Nanda (南大S, NándàP), è un'università cinese situata a Nanchino. È una delle più antiche istituzioni di istruzione superiore nel mondo e si è trasformata nella prima università cinese moderna all'inizio degli anni venti.